# Chéry-lès-Rozoy
Chéry-lès-Rozoy è un comune francese di 103 abitanti situato nel dipartimento dell'Aisne della regione dell'Alta Francia.

## Società

### Evoluzione demografica
Abitanti censiti